# Marzec 2003

## 6 marca2003
- Akcja policji w podwarszawskiej Magdalence. Podczas próby aresztowania podejrzanych o udział w zabójstwie policjanta doszło do kilkugodzinnej wymiany ognia. Zginęli dwaj przestępcy i dwóch policjantów, a kilkunastu zostało rannych.

## 12 marca2003
- W zamachu zastrzelono premiera Serbii Zorana Đinđicia

## 16 marca2003
- Zmarł ks. płk. Florian Klewiado, w latach 1986–1991 generalny dziekan Wojska Polskiego

## 20 marca2003
- Druga wojna w Zatoce Perskiej: Upłynął termin ultimatum, jakie prezydent George W. Bush postawił Saddamowi Husajnowi. Rozpoczęły się pierwsze naloty na Bagdad i walki o Umm Kasr – iracki port na południu kraju.

## 21 marca2003
- Druga wojna w Zatoce Perskiej: Brytyjskie wojska zdobyły półwysep Al-Fau, na którym znajduje się wiele instalacji naftowych. Rozpoczęły się walki o An-Nasirijję – główną przeprawą przez Eufrat, 375 km na południe od Bagdadu i Al-Basrę.
- W nocy z 20 na 21 marca dwie sekcje jednostki specjalnej GROM wsparły działania sojuszników w porcie Umm Kasr, zapobiegając wysadzeniu urządzeń portowych.

## 22 marca2003
- Druga wojna w Zatoce Perskiej: Rozpoczęcie walk o Nadżaf, 160 km na południe od Bagdadu.

## 23 marca2003
- Druga wojna w Zatoce Perskiej: Sekretarz obrony Stanów Zjednoczonych Donald Rumsfeld pochwalił działania żołnierzy jednostki GROM w operacjach przeciwko Irakowi. Była to pierwsza informacja, że Polacy biorą udział w walkach. Agencja Reutera opublikowała zdjęcia żołnierzy GROM-u z dowódcą jednostki płk. Romanem Polko w rejonie portu Umm Kasr.

## 24 marca2003
- Druga wojna w Zatoce Perskiej: Gen. Tommy Franks, dowódca wojsk koalicji oświadczył, że od początku wojny wzięto do niewoli około 3000 żołnierzy irackich.
- Premier RP Leszek Miller stwierdził, że żołnierze jednostki GROM przeprowadzili kilka udanych akcji w rejonie przybrzeżnym Zatoki Perskiej bez strat własnych. Operacje te są oceniane jako bardzo profesjonalne, bardzo skuteczne.

## 25 marca2003
- Druga wojna w Zatoce Perskiej: Po kilkudniowych zaciętych walkach wojska brytyjskie zdobyły port Umm Kasr w południowym Iraku.
- Poinformowano, iż pierwsza część ponad 500-osobowego kontyngentu ukraińskich wojsk chemicznych odleciała poprzedniego dnia ze Lwowa w rejon Iraku. Część żołnierzy brała udział w usuwaniu skutków katastrofy elektrowni atomowej w Czarnobylu, niektórzy pełnili służbę podczas toczonej jeszcze przez ZSRR wojny w Afganistanie.

## 26 marca2003
- Druga wojna w Zatoce Perskiej: Prezydent George W. Bush, przemawiając do żołnierzy w bazie lotniczej McDill koło Tampy na Florydzie stwierdził, że [...] choć wojna przebiega szybciej, niż zakładano, a amerykańskie wojska notują znaczne postępy, nie sposób przewidzieć, kiedy reżim Saddama Husajna zostanie obalony. Prezydent podziękował i wyraził uznanie polskim jednostkom biorącym udział w operacji „Iracka wolność”: Polskie oddziały wojskowe zabezpieczyły iracką platformę naftową w Zatoce Perskiej. Wspomniał także o udziale naszego kontyngentu we wspólnych przygotowaniach do zabezpieczenia sił koalicyjnych przed skutkami ewentualnego ataku bronią chemiczną lub biologiczną: Siły koalicyjne są wykwalifikowane i odważne. Jesteśmy zaszczyceni, że mamy je u swojego boku.
- Rozpoczęła się bitwa o most na Eufracie w rejonie miasteczka Abu Suhajr, 20 km na północ od Nadżafu.
- Szefowie dyplomacji Bułgarii, Estonii, Łotwy, Litwy, Rumunii, Słowacji i Słowenii podpisali w Brukseli protokoły o przystąpieniu do NATO.
- Danuta Waniek została wybrana przewodniczącą Krajowej Rady Radiofonii i Telewizji.
- Sejm przyjął ustawę o organizacjach pożytku publicznego i wolontariacie.

## 27 marca2003
- Druga wojna w Zatoce Perskiej: Odbyła się telekonferencja prezydenta Stanów Zjednoczonych, premiera Wielkiej Brytanii, premiera Australii i prezydenta Polski. George W. Bush i Tony Blair poinformowali Aleksandra Kwaśniewskiego i Johna Howarda o przebiegu działań w Iraku.
- Prokuratura umorzyła z powodu braku dowodów winy sprawę Lecha Grobelnego, który w 1990 założył Bezpieczną Kasę Oszczędności.

## 28 marca2003
- Rada Bezpieczeństwa ONZ uchwaliła rezolucję nr 1472 o wznowieniu pomocy humanitarnej dla Iraku po wojnie.
- Na lotnisku w Strachowicach we Wrocławiu odbyło się uroczyste pożegnanie pierwszych 8 żołnierzy z 10 Brygady Logistycznej z Opola, którzy odlatywali wraz z kontenerami, podnośnikami widłowymi i pojazdami w rejon Zatoki Perskiej ukraińskim samolotem An-124 „Rusłan”.
- Sejm zmniejszył ograniczenia dotyczące reklamy alkoholu. Piwo będzie można reklamować na billboardach i w telewizji od godz. 20.

## 29 marca2003
- Druga wojna w Zatoce Perskiej: Premier RP Leszek Miller podpisał tzw. list ośmiu, sygnowany przez przywódców Wielkiej Brytanii, Portugalii, Włoch, Hiszpanii, Danii, Węgier i Czech, zawierający poparcie tych państw dla polityki amerykańskiej wobec Iraku.

## 30 marca2003
- Druga wojna w Zatoce Perskiej: Oddziały amerykańskie otoczyły Nadżaf.

## 31 marca2003
- Druga wojna w Zatoce Perskiej: Pod Hindiją, 80 km od Bagdadu doszło do pierwszych większych walk z iracką Gwardią Republikańską.